# Abellio Rail NRW

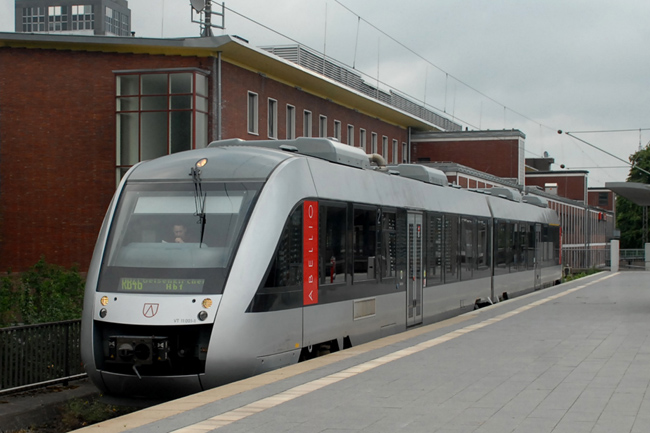
Поезд RB46 на бохумском вокзале

Предыдущая версия логотипа компании

«Abellio Rail NRW» — железнодорожный оператор, осуществляющий регулярные пассажирские перевозки в (федеральной земле Северный Рейн-Вестфалия). Компания «Abellio Rail NRW» является дочерней компанией общегерманского железнодорожного перевозчика «Abellio Rail GmbH». «Abellio Rail NRW» — юридическое лицо в форме общества с ограниченной ответственностью.

## История
Компания основана в декабре 2005 года. Тогда же был подписан договор между «Abellio Rail NRW» и транспортным объединением «Рейн-Рур» (VRR) о выполнении пассажирских перевозок с декабря 2005 года до декабря 2019 года на маршрутах Эссен-Хаген и Гельзенкирхен-Бохум. С 9 декабря 2007 года добавились маршруты в направлении Изерлона и Зигена.

## Обслуживаемы маршруты
| Линия                                                                              | Название          | Маршрут | Договорной срок                                         |
| ---------------------------------------------------------------------------------- | ----------------- | --- | ------------------------------------------------------- |
| RE 16                                                                              | Ruhr-Sieg-Express | Эссен — Бохум — Виттен — Хаген — Изерлон-Летмате (сцепка/расцепление) в направлении: Зиген в направлении: Изерлон | Декабрь 2007 — Декабрь 2019                             |
| RB 40                                                                              | Ruhr-Lenne-Bahn   | Эссен — Бохум — Виттен — Веттер — Хаген                                                                           | Декабрь 2005 — Декабрь 2007 Декабрь 2007 — Декабрь 2019 |
| RB 46                                                                              | Glückauf-Bahn     | Гельзенкирхен — Ванне-Айкель — Бохум                                                                              | Декабрь 2005 — Декабрь 2017                             |
| RB 91                                                                              | Ruhr-Sieg-Bahn    | Хаген — Изерлон-Летмате (сцепка/расцепление) в направлении: Зиген в направлении: Изерлон                          | Декабрь 2007 — Декабрь 2019                             |
| RB 47                                                                              | Der Müngstener    | Золинген — Ремшайд — Вупперталь                                                                                   | Декабрь 2013 — Декабрь 2019                             |
| Общая длина линий сообщения: 341 км, общий объём сообщения: 5,5 млн поезд/км в год |                   | |                                                         |